# Muita Luz
Muita Luz é a terceira mixtape do cantor Projota no formato de mixtape sob gravação independente. A mixtape foi lançado em 11 de Abril de 2013. Contém 19 faixas, com participações especiais de diversos artistas e produtores, entre eles Filipe Ret, Drik Barbosa, André Maini, Marlos Vinicius, Skeeter, André Laudz, Zap San e DJ Caíque.

## Faixas
Todas as faixas escritas e compostas por Projota. 
| N.º | Título                                    | Produtor(es)           | Duração |  |
| 1.  | "Muita Luz"                               | DJ Caíque              |         |  |
| 2.  | "Fogo"                                    | André Laudz, DJ Caíque |         |  |
| 3.  | "Foco Na Missão"                          | Skeeter                |         |  |
| 4.  | "Vocês vão ter que me Engolir"            | DJ Max                 |         |  |
| 5.  | "Chapa" (Part. André Maini)               | DJ Caíque              |         |  |
| 6.  | "Vagabundo Trabalhador"                   | DJ Caíque              |         |  |
| 7.  | "O Mundo é dos Loucos" (Part. Filipe Ret) | Zap San                |         |  |
| 8.  | "Eu Sou Livre" (Part. Drik Barbosa)       | DJ Caíque              |         |  |
| 9.  | "Palmas"                                  | Laudz                  |         |  |
| 10. | "O Projota vai Tocar"                     | DJ Caíque              |         |  |
| 11. | "Tão Muleque" (Part. André Maini)         | DJ Caíque              |         |  |
| 12. | "Mulher" (Part. Marlos Vinicius)          | Marlos Vinicius        |         |  |
| 13. | "Fatality"                                | DJ Zala                |         |  |
| 14. | "Bola Mais Um"                            | DJ Caíque              |         |  |
| 15. | "Garoa Part. 2"                           | DJ Caíque              |         |  |
| 16. | "Mataram Um Amigo Meu"                    | DJ Caíque              |         |  |
| 17. | "Silêncio" (Part. Drik Barbosa)           | DJ Caíque              |         |  |
| 18. | "Cantei pra Subir"                        | DJ Caíque              |         |  |
| 19. | "Eu Sou Problema"                         | Projota                |         |  |

| Críticas profissionais | Críticas profissionais |
| Avaliações da crítica  | Avaliações da crítica  |
| Fonte                  | Avaliação              |
| ---------------------- | ---------------------- |
| Miojo Indie            | 8.5/10 link            |
| Vai Se Rimando         | Favorável link         |
| Rock In Press          | Favorável link         |